# Echepolos (Sohn des Thalysios)
Echepolos (altgriechisch Ἐχέπωλος Echépōlos) ist eine Person der griechischen Mythologie.
Echepolos ist ein Sohn des Thalysios, der im Trojanischen Krieg in den vordersten Reihen der Troer gegen die Achaier kämpfte. Er wurde durch einen tief in den Schädel eindringenden Speerstoß von Antilochos getötet.